# Nazionale maschile di cricket dell'Italia
La nazionale di cricket maschile dell'Italia rappresenta l'Italia nelle varie competizioni ufficiali o amichevoli riservate a squadre nazionali. 
La nazionale italiana è al 28º posto nel ranking T20 e al 6º posto in Europa.

## Storia

### La nascita
La Associazione Cricket Italiana nasce il 26 novembre 1980 a Roma. 
Con il riconoscimento della Associazione Cricket Italiana da parte dell International Cricket Council nel 1984 come affiliate member, la neonata nazionale italiana organizzò la prima tournée a Londra dal 19 al 26 agosto 1984. Il primo incontro dei sette incontri fu contro l'Enfield Cricket Club e la prima vittoria arrivò contro il North Middlesex CC nell'ultima partita, trascinati dal battitore Tim East, autore di 111 runs. Il primo incontro della Nazionale Italiana internazionale riconosciuto è la sfida tra la Danimarca e Italia nel 1989, terminato in pareggio a causa del meteo.
Dopo anni di incontri internazionali tra compagini europee come Francia e Germania, e grazie al graduale sviluppo del cricket nell’Europa continentale dal 1996, la nazionale Italiana ha preso parte al primo Campionato Europeo in Danimarca, terminando al 7º posto dopo aver sconfitto Israele nella finale 7-8º posto. 
L'anno seguente l'Italia ha partecipato all'ICC Trophy per la prima volta, terminando al 21º posto. Nella successiva edizione dei campionati europei del 1998 si è piazzata al 5º posto. 
Nel 1999 l'Italia ha preso parte ad un quadrangolare svoltosi a Gibilterra, piazzandosi al primo posto, sconfiggendo la Francia, Israele e i padroni di casa della selezione di Gibilterra. Successivamente l'Italia si è piazzata quinta nei campionati europei - prima divisione guadagnando l'accesso all ICC Trophy del 2001 in Canada. L'Italia però rinunciò a partecipare al torneo per divergenze con la federazione internazionale sulla possibilità di far giocare con la nazionale italiana giocatori nati all'estero ma di origine italiana.
Nei campionati europei del 2002 prima divisione l'Italia si è piazzata sesta, retrocedendo in seconda divisione.
L'Italia risalì subito in prima divisione vincendo i campionati europei seconda divisione del 2004. Questa vittoria le garantì l'accesso alle qualificazioni per la coppa del mondo del 2007, nelle quali terminò al 7º posto battendo lo Zambia.
Nel campionato europeo del 2006 l'Italia raggiunge nuovamente il 5º posto e nel 2007 partecipò alla 
ICC World Cricket League Terza Divisione a Darwin in Australia, finendo al 7º posto retrocedendo in quarta divisione.
Nel 2008 si svolse in Tanzania l'ICC World Cricket League Quarta Divisione in cui l'Italia arrivò terza, sconfitta da Afghanistan e Hong Kong, non riuscendo nell'impresa di risalire in terza divisione. Nel luglio del 2010 l'Italia raggiunge il 6º posto ai Campionati Europei disputati a Jersey, gli ultimi ad essere disputati nel formato di 50 overs e con la partecipazione delle nazionali di maggiore peso continentale: Irlanda, Olanda e Scozia. Il mese successivo, nell'agosto 2010, l'Italia si è qualificata seconda alle spalle degli Stati Uniti d'America nell'edizione dell'ICC World Cricket League Quarta Divisione che si è svolta in casa nei campi di Pianoro, Navile e Medicina in provincia di Bologna, precedendo Nepal, Tanzania, le Isole Cayman e Argentina. Grazie a questo piazzamento d'onore l'Italia si è qualificata per l'ICC World Cricket League Terza Divisione che si sono svolti a Hong Kong nel gennaio 2011; in tale occasioni gli azzurri sono finiti quarti.
Nel 2013, l'Italia vince l'Europeo di prima divisione nel formato Twenty20 e si qualifica per i 2013 ICC T20 World Cup Qualifiers disputati negli Emirati Arabi terminando al 9 posto in classifica, raggiungendo la posizione numero 19 nel ranking mondiale ICC T20, posizione più alta mai raggiunta dagli azzurri. Su una strada diversa invece il percorso nel formato 50 overs dove al termine del ICC World Cricket League Terza Divisione 2013 disputato a Bermuda, la Nazionale senza centrare neanche una vittoria è arrivata ultima e retrocessa in quarta divisione al torneo di Singapore ICC WCL Division 4, dove grazie a due vittorie contro Oman e Danimarca si è classificata al 4º posto rimanendo nella quarta divisione WCL.
Nel 2015 la Nazionale ha preso parte ai Campionati Europei Division One T20 terminando il torneo in terza posizione alle spalle di Jersey e Danimarca e di conseguenza non ha continuato il percorso per la qualificazione ai mondiali T20.
Il sesto posto nel ICC World Cricket League Quarta Divisione a Los Angeles nel 2016 ha visto la Nazionale retrocedere nella Quinta Divisione WCL con la partecipazione nel settembre 2017 al torneo svoltosi a Benoni in Sudafrica. Dopo un'ottima partenza degli azzurri che hanno vinto il proprio girone sono stati sconfitti in semifinale da Vanuato e dall'Oman nel 3º-4º posto terminando al quarto posto, posizionandosi al numero 32 del ranking ICC per i 50 overs.
Il successivo torneo di qualificazione ai mondiali T20 è stato l'ICC T20 World Cup Europe Qualifier dove nel 2018 l'Italia ha partecipato nel gruppo B, terminando il torneo in testa e qualificandosi le Regional Finals Europee che si sono tenute nel 2019 a Guernsey dove gli Azzurri hanno chiuso al terzo posto alle spalle di Jersey e della Germania non raggiungendo l'ICC T20 World Cup Qualifiers 2019.

### Membro internazionale T20
Nell'aprile 2018, l'ICC ha deciso di concedere lo status completo di Twenty20 International (T20I) a tutti i suoi membri. Pertanto, tutte le partite Twenty20 giocate tra l'Italia e gli altri membri dell'ICC dal 1º gennaio 2019 hanno lo status T20I
Nel 2019 l'ICC ha terminando la World Cricket League ed iniziato un nuovo processo di qualificazione ai Mondiali 50 over, chiamato ICC Cricket World Cup Challenge League. Partecipano le dodici squadre posizionate dal 21 esimo al 32º posto del ranking mondiale divise in due gruppi che si incontrano tre volte in tre anni. L'Italia partecipa al Challenge League insieme ad Uganda, Hong Kong, Bermuda, Jersey e Kenya ed al primo dei tre tornei svoltosi in Oman a Dicembre 2019 ha chiuso al terzo posto con 2 vittorie nei 5 incontri. Lo stesso anno, il 25 maggio, la nazionale italiana ha effettuato un tour nei Paesi Bassi, dove ha battuto per 2-0 la Germania nel format T20.
Il 25 maggio 2019 l'Italia debutta ad Utrecht nel Twenty20 International, battendo la Germania per 2-0 in una serie bilaterale.. Pochi mesi dopo, a giugno, gli azzurri prendono parte per la prima volte alle qualificazioni per la Coppa del Mondo T20 maschile di cricket, prendendo parte alle finali regionali disputatesi sull'isola di Guernsey concluse al terzo posto e di conseguenza non avanzando alle finali globali. Nel corso del torneo l'Italia ebbe la meglio su Norvegia, Germania e Guernsey, perdendo le ultime due partite, rispettivamente contro Jersey e Danimarca.
A gennaio 2021 è stato nominato Gareth Berg come allenatore/giocatore della Nazionale Italiana.
Nel 2021 l'Italia ha preso parte per la prima volta alle qualificazioni per la Coppa del Mondo T20, partecipando dal 15 al 21 ottobre alla fase regionale ad Almería, in Spagna, insieme a Jersey, Germania e Danimarca. Gli azzurri sono stati eliminati, vincendo 3 partite su 6 e perdendo la partita decisiva con Jersey, non avanzando quindi alle finali globali.
Nel 2022 la Nazionale azzurra prende parte alle qualificazioni per la Coppa del Mondo T20, partecipando dal 12 giugno al 19 luglio alla fase sub-regionale, venendo inserita del gruppo A, disputatosi in Finlandia. L'Italia, inserita nel primo gironcino preliminare con Finlandia, Svezia e Croazia, vincendo tutte le partite, avanzando alle finali del gruppo A. Nella finale della prima fase, gli italiani hanno battuto di 7 wickets l'Isola di Man, qualificandosi alle finali europee dell'anno successivo. A novembre l'Italia ha partecipato ad un Tri-Nation Series in Spagna, terminando all'ultimo posto dietro la Germania e i padroni di casa.
Nel 2023, l'Italia ha perseguito una strategia di reclutamento di giocatori di cricket professionisti dall'Australia e dall'Inghilterra per giocare nella finale regionale delle qualificazioni per la Coppa del Mondo T20 ICC 2022-23 in Europa. Le reclute hanno solo tenui collegamenti con l'Italia, ma soddisfano le normative ICC in virtù del possesso di passaporti italiani. Gli azzurri hanno preso parte alle finali regionali ad Edimburgo, in Scozia, affrontando per la prima volta nella storia una nazione full member in una partita internazionale, l'Irlanda, perdendo per solo 7 runs. L'Italia ha terminato al terzo posto, diventando la prima nazione europea esclusa dai mondiali T20 2024, perdendo contro Irlanda e Scozia e battendo Jersey, Germania, Danimarca e Austria.
Nel 2024, durante le qualificazioni per la Coppa del Mondo T20 2026, l'Austria ha partecipato dal 9 al 16 nel gruppo A, che si è tenuto a Roma, venendo inserita nel gironcino con Francia, Lussemburgo, Isola di Man e Turchia. La nazionale azzurra ha terminato al primo posto il girone preliminare, avanzando alla finale della fase subregionale. Nell'atto finale della fase subregionale, l'Italia ha battuto di 160 runs la Romania, avanzando alla fase finale regionale.
Nel novembre 2024 la nazionale azzurra prende parte al primo dei tre round della Cricket World Cup Challenge League 2024-26, torneo su 50 overs, in Uganda, riuscendo ad avere la meglio su Tanzania, Hong Kong e Singapore, perdendo solo contro i padroni di casa dell'Uganda e non disputando la partita contro il Bahrain a causa della pioggia. L'Italia concluse il round al secondo posto, anche grazie alla straordinaria prestazione di Emilio Gay, miglior battitore del torneo con 269 runs.
Il 4 dicembre 2024 la Federazione ha annunciato che Joe Burns è stato nominato nuovo capitato della nazionale italiana T20.
Nel 2025, dal 6 al 16 febbraio, la nazionale azzurra gioca ad Hong Kong il secondo turno della Challenge League 2024-26, terminando il girone da imbattuta, con 3 vittorie e la partita contro l'Uganda annullata per pioggia. Dopo due round e dieci partite disputate, l'Italia era virtualmente seconda nella classifica generale.

### La prima partecipazione ai mondiali
Nell'estate del 2025, dopo aver vinto il primo turno, l'Italia partecipa alle finali europee delle qualificazioni per la Coppa del Mondo T20 maschile di cricket 2026 allo Sportpark Westvliet di Voorburgn, nei Paesi Bassi, dal 5 all'11 di luglio. Gli azzurri hanno iniziato il torneo battendo di 7 wickets con 36 palle rimanenti la nazionale di Guernsey, grazia al mezzo secolo di Justin Mosca, che ha concluso il turno di battuta con 66*, con Emilio Gay che ha fatto il suo debutto in maglia azzurra nel format. Successivamente l'Italia non ha disputato l'incontro con Jersey a causa della pioggia, vincendo 3 giorni contro la Scozia per 12 runs, in una delle partite più importanti nella storia della nazionale italiana. Nell'ultima partita, giocata l'11 luglio contro i Paesi Bassi, gli azzurri hanno giocato consapevoli che sarebbe bastata una sconfitta contenuta per qualificarsi ai mondiali: gli azzurri, nonostante un inizio lento, hanno segnato 134 runs in attacco, perdendo di 9 wickets contro gli orange. La sconfitta è comunque valsa la storica qualificazione ai mondiali T20, chiudendo al secondo posto il girone finale europeo dietro l'Olanda e precedendo Jersey con un migliore NRR

## Albo d'oro

### Coppa del Mondo T20 maschile di cricket
| Anno   | Round           | Pos.            | GP              | W               | L               | T               | NR              |
| ------ | --------------- | --------------- | --------------- | --------------- | --------------- | --------------- | --------------- |
| 2007   | Non qualificata | Non qualificata | Non qualificata | Non qualificata | Non qualificata | Non qualificata | Non qualificata |
| 2009   | Non qualificata | Non qualificata | Non qualificata | Non qualificata | Non qualificata | Non qualificata | Non qualificata |
| 2010   | Non qualificata | Non qualificata | Non qualificata | Non qualificata | Non qualificata | Non qualificata | Non qualificata |
| 2012   | Non qualificata | Non qualificata | Non qualificata | Non qualificata | Non qualificata | Non qualificata | Non qualificata |
| 2014   | Non qualificata | Non qualificata | Non qualificata | Non qualificata | Non qualificata | Non qualificata | Non qualificata |
| 2016   | Non qualificata | Non qualificata | Non qualificata | Non qualificata | Non qualificata | Non qualificata | Non qualificata |
| 2021   | Non qualificata | Non qualificata | Non qualificata | Non qualificata | Non qualificata | Non qualificata | Non qualificata |
| 2022   | Non qualificata | Non qualificata | Non qualificata | Non qualificata | Non qualificata | Non qualificata | Non qualificata |
| 2024   | Non qualificata | Non qualificata | Non qualificata | Non qualificata | Non qualificata | Non qualificata | Non qualificata |
| 2026   | Qualificata     | Qualificata     | Qualificata     | Qualificata     | Qualificata     | Qualificata     | Qualificata     |
| Totale | Totale          | Totale          | 0               | 0               | 0               | 0               | 0               |

### Campionati europei di cricket

#### T20
| Anno   | Pos.            | GP              | W               | L               | T               | NR              |
| ------ | --------------- | --------------- | --------------- | --------------- | --------------- | --------------- |
| 1996   | 7/8             | 3               | 0               | 3               | 0               | 0               |
| 1998   | 5/10            | 5               | 5               | 0               | 0               | 0               |
| 2000   | 5/6             | 5               | 1               | 4               | 0               | 0               |
| 2002   | 5/6             | 5               | 1               | 4               | 0               | 0               |
| 2004   | Non qualificato | Non qualificato | Non qualificato | Non qualificato | Non qualificato | Non qualificato |
| 2006   | 5/6             | 4               | 0               | 4               | 0               | 0               |
| 2008   | 6/6             | 5               | 1               | 3               | 0               | 1               |
| 2011   | 2/12            | 5               | 4               | 1               | 0               | 0               |
| 2013   | 1/12            | 7               | 7               | 0               | 0               | 0               |
| 2015   | 3/6             | 5               | 3               | 2               | 0               | 0               |
| 2017   | Non qualificato | Non qualificato | Non qualificato | Non qualificato | Non qualificato | Non qualificato |
| Totale | Totale          | 44              | 22              | 21              | 0               | 1               |

#### T10 ECN
| Anno   | Round            | Pos.             | GP               | W                | L                | T                | NR               |
| ------ | ---------------- | ---------------- | ---------------- | ---------------- | ---------------- | ---------------- | ---------------- |
| 2021   | Fase a gironi    | 4/6              | 5                | 2                | 3                | 0                | 0                |
| 2022   | Fase a gironi    | 5/5              | 8                | 2                | 6                | 0                | 0                |
| 2023   | Fase a gironi    | 5/7              | 6                | 1                | 4                | 0                | 1                |
| 2024   | Non qualificata, | Non qualificata, | Non qualificata, | Non qualificata, | Non qualificata, | Non qualificata, | Non qualificata, |
| Totale | Totale           | Totale           | 19               | 5                | 13               | 0                | 1                |

## Record e statistiche
Partite internazionali – Italia 
Aggiornato all'11 luglio 2025.
| Record                  |    |    |    |   |      |
| Format                  | M  | W  | L  | T | D/NR |
| Twenty20 Internationals | 36 | 24 | 11 | 0 | 1    |

### Twenty20 International
Aggiornato all'11 luglio 2025.
| Nazionale              | M  | W  | L  | T | NR | Prima partita   | Prima vittoria  |
| ---------------------- | -- | -- | -- | - | -- | --------------- | --------------- |
| vs Full Members        |    |    |    |   |    |                 |                 |
| Irlanda                | 1  | 0  | 1  | 0 | 0  | 20 luglio 2023  |                 |
| vs Associate Members   |    |    |    |   |    |                 |                 |
| Croazia                | 1  | 1  | 0  | 0 | 0  | 16 luglio 2022  | 16 luglio 2022  |
| Danimarca              | 5  | 3  | 1  | 0 | 1  | 18 agosto 2019  | 15 ottobre 2021 |
| Finlandia              | 1  | 1  | 0  | 0 | 0  | 13 luglio 2022  | 13 luglio 2022  |
| Francia                | 1  | 1  | 0  | 0 | 0  | 10 agosto 2024  | 10 agosto 2024  |
| Germania               | 8  | 5  | 3  | 0 | 0  | 25 maggio 2019  | 25 maggio 2019  |
| Grecia                 | 1  | 1  | 0  | 0 | 0  | 12 luglio 2022  | 12 luglio 2022  |
| Guernsey               | 2  | 2  | 0  | 0 | 0  | 16 agosto 2019  | 16 agosto 2019  |
| Isola di Man           | 2  | 2  | 0  | 0 | 0  | 19 luglio 2022  | 19 luglio 2022  |
| Jersey                 | 4  | 1  | 3  | 0 | 0  | 19 agosto 2019  | 23 luglio 2023  |
| Lussemburgo            | 1  | 1  | 0  | 0 | 0  | 9 agosto 2024   | 9 agosto 2024   |
| Norvegia               | 1  | 1  | 0  | 0 | 0  | 15 agosto 2019  | 15 agosto 2019  |
| Paesi Bassi            | 1  | 0  | 1  | 0 | 0  | 10 luglio 2025  |                 |
| Romania                | 1  | 1  | 0  | 0 | 0  | 16 agosto 2024  | 16 agosto 2024  |
| Scozia                 | 2  | 1  | 1  | 0 | 0  | 24 luglio 2023  | 9 luglio 2025   |
| Spagna                 | 2  | 1  | 1  | 0 | 0  | 5 novembre 2022 | 6 novembre 2022 |
| Svezia                 | 1  | 1  | 0  | 0 | 0  | 15 luglio 2022  | 15 luglio 2022  |
| Turchia                | 1  | 1  | 0  | 0 | 0  | 13 agosto 2024  | 13 agosto 2024  |
| Twenty20 International | 36 | 24 | 11 | 0 | 1  | 25 maggio 2019  | 25 maggio 2019  |

#### Statistiche individuali
Aggiornato all'11 luglio 2025
Numero di runs
| Giocatore         | Runs | Average | Career span |
| ----------------- | ---- | ------- | ----------- |
| Marcus Campopiano | 463  | 33.07   | 2022–2025   |
| Grant Stewart     | 429  | 30.64   | 2021–2025   |
| Joy Perera        | 367  | 28.23   | 2019–2022   |
| Justin Mosca      | 364  | 24.26   | 2019–2025   |
| Anthony Mosca     | 364  | 40.44   | 2019–2025   |

Numero di wickets
| Giocatore             | Wickets | Average | Career span |
| --------------------- | ------- | ------- | ----------- |
| Harry Manenti         | 34      | 11.64   | 2022–2025   |
| Jaspreet Singh        | 21      | 19.52   | 2019–2025   |
| Gareth Berg           | 20      | 16.45   | 2022–2024   |
| Crishan Kalugamage    | 16      | 17.81   | 2022–2025   |
| Stefano di Bartolomeo | 13      | 9.84    | 2023–2024   |

### List A
Aggiornato al 17 febbraio 2025
| Nazionale      | P  | W  | L  | T | NR | Prima partita    | Prima vittoria   |
| -------------- | -- | -- | -- | - | -- | ---------------- | ---------------- |
| Arabia Saudita | 1  | 1  | 0  | 0 | 0  | 23 febbraio 2024 | 23 febbraio 2024 |
| Bahrein        | 2  | 1  | 1  | 0 | 0  | 28 febbraio 2024 | 15 febbraio 2025 |
| Bermuda        | 4  | 4  | 0  | 0 | 0  | 12 dicembre 2019 | 12 dicembre 2019 |
| Hong Kong      | 5  | 3  | 1  | 0 | 1  | 8 dicembre 2019  | 11 agosto 2022   |
| Jersey         | 3  | 0  | 3  | 0 | 0  | 6 dicembre 2019  |                  |
| Kenya          | 3  | 1  | 2  | 0 | 0  | 3 dicembre 2019  | 3 dicembre 2019  |
| Kuwait         | 1  | 0  | 1  | 0 | 0  | 25 febbraio 2024 |                  |
| Singapore      | 2  | 2  | 0  | 0 | 0  | 16 novembre 2024 | 16 novembre 2024 |
| Tanzania       | 3  | 3  | 0  | 0 | 0  | 1 marzo 2024     | 1 marzo 2024     |
| Uganda         | 4  | 0  | 4  | 0 | 0  | 9 dicembre 2019  |                  |
| Vanuatu        | 1  | 1  | 0  | 0 | 0  | 3 marzo 2024     | 3 marzo 2024     |
| International  | 29 | 16 | 12 | 0 | 1  | 3 dicembre 2019  | 3 dicembre 2019  |

#### Statistiche individuali
Aggiornato al 16 febbraio 2025
Numero di runs
| Giocatore         | Runs | Average | Career span |
| ----------------- | ---- | ------- | ----------- |
| Marcus Campopiano | 737  | 46.06   | 2022–2025   |
| Anthony Mosca     | 582  | 36.37   | 2022–2025   |
| Wayne Madsen      | 421  | 52.62   | 2024–2025   |
| Gian-Piero Meade  | 383  | 19.15   | 2019–2025   |
| Harry Manenti     | 322  | 53.66   | 2019–2024   |

Numero di wickets
| Giocatore          | Wickets | Average | Career span |
| ------------------ | ------- | ------- | ----------- |
| Gareth Berg        | 54      | 14.71   | 2019–2025   |
| Jaspreet Singh     | 31      | 21.38   | 2022–2025   |
| Rakibul Hasan      | 23      | 17.69   | 2022–2025   |
| Crishan Kalugamage | 22      | 21.59   | 2022–2025   |
| Nicholas Maiolo    | 13      | 31.15   | 2019–2025   |